# Rudamun
Usermaatre Setepenamun Rudamun là pharaon áp chót của Vương triều thứ 23 trong lịch sử Ai Cập cổ đại. Danh hiệu của Rudamun không bao gồm tính ngữ Si-Ese như cha và anh mình.

## Gia quyến
Rudamun là con trai thứ hai của Osorkon III với thứ phi Tentsai, tức em ruột của Takelot III. Ngoài ra, ông còn một người chị em cùng cha là công chúa Shepenupet I. Con cái:
- Đại tư tế Amun Osorkon, được biết đến qua bức tượng JE 37163 và tấm bia Abydense Turin 1632[2].
- Công chúa Irbastudjanefu (B), kết hôn với Peftjauawybast (hay Peftjaubast), về sau trở thành vua của Vương triều thứ 25[2].
- Công chúa Nesterwy, "Nữ ca kĩ của Amun", được chôn tại Thebes. Người ta tìm được một khối gạch có ghi tên công chúa và 4 rương đựng tượng shabti[2].

## Trị vì
Rudamun ít được chứng thực trong triều đại của mình. Kenneth Kitchen gán cho ông một triều đại kéo dài khoảng 2 - 3 năm dựa vào một số công trình và các kỷ vật, bao gồm phù điêu tại đền Osiris, nhiều khối gạch tại Medinet Habu và một cái lọ thủy tinh. Khoảng năm 2000, 2 mảnh sứ có mang tên của Rudamun tại Hermopolis được tìm thấy. Điều này cho thấy, nhà vua đã ra sức bảo vệ vương quốc, từ Herakleopolis Magna đến Thebes, trong những năm ngắn ngủi của ông.
Năm thứ 19 của một vị vua vô danh tại Wadi Gasus từng được cho là của Rudamun. Nhưng những bằng chứng sau đó đã chỉ ra rằng, phù điêu mang năm 19 trên thuộc về Vương triều thứ 25.
Sau khi Rudamun băng hà, Thebes bị chia cắt thành nhiều lãnh thổ, nằm dưới sự kiểm soát của nhiều tiểu vương, như Peftjaubast (con rể nhà vua) tại Herakleopolis Magna, Nimlot III tại Hermopolis và Menkheperre Ini tại Thebes.